# Městská autobusová doprava v Teplicích

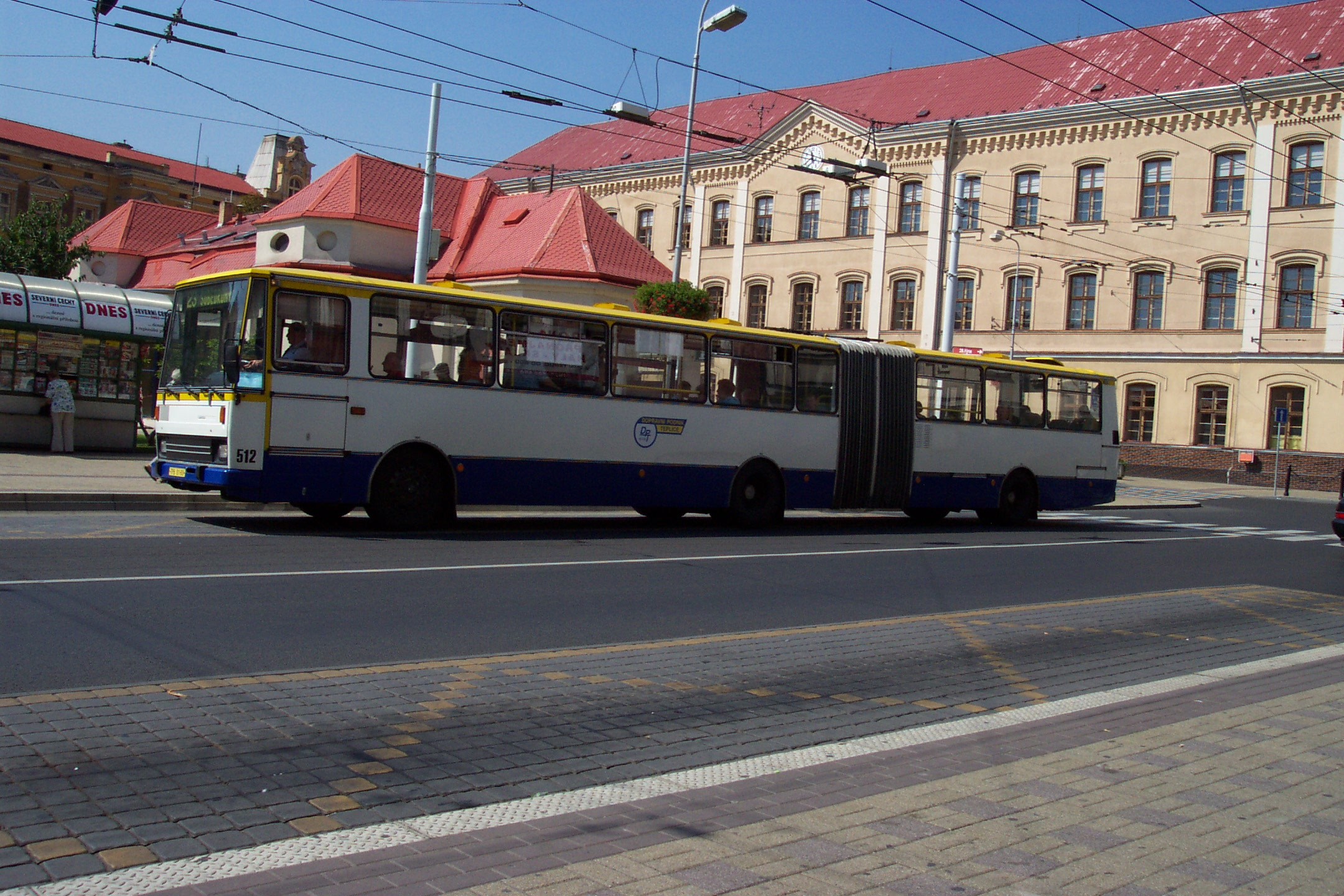
Kloubový autobus značky Karosa na Benešově náměstí

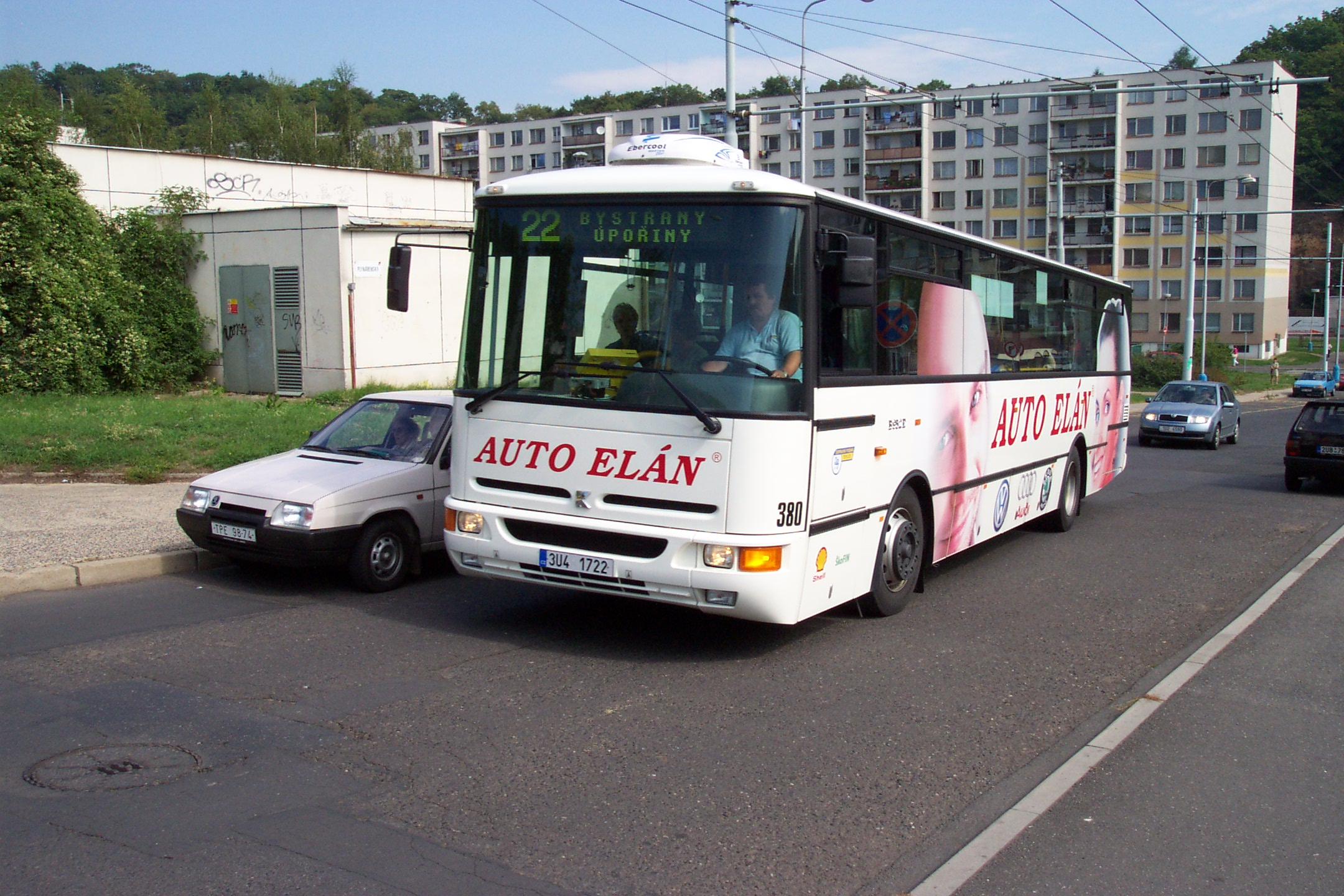
Nejnovější autobus svého typu, Karosa B 932 E, na sídlišti Prosetice

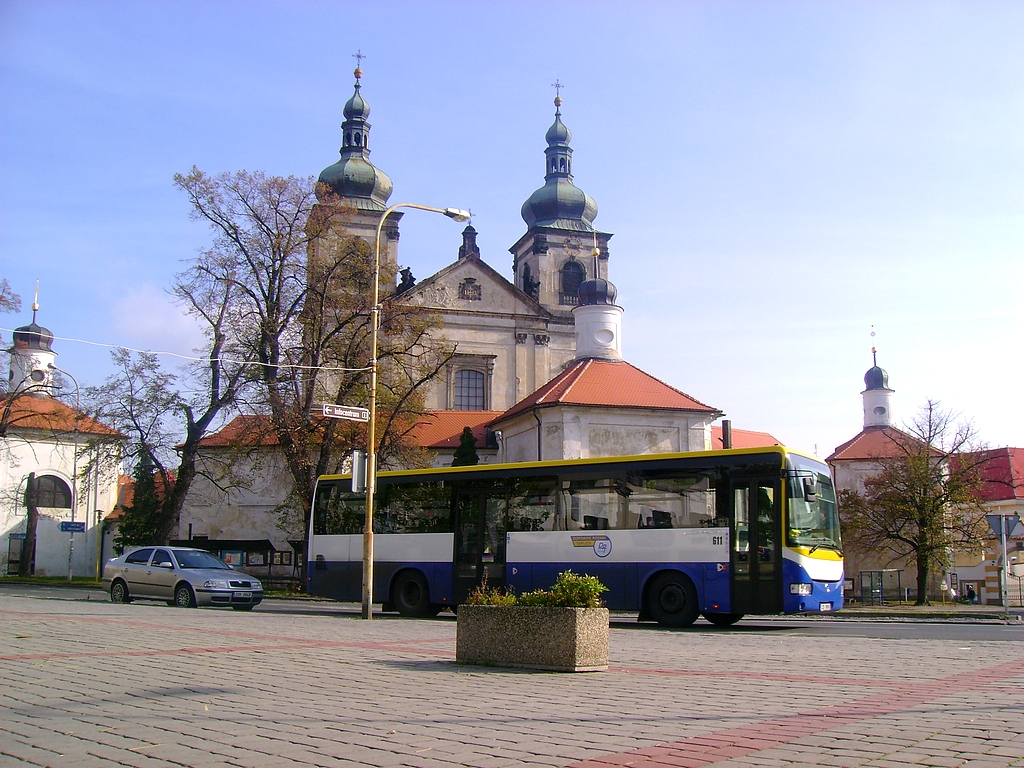
Vůz Irisbus Crossway ev. č. 611 v Bohosudově na lince 142

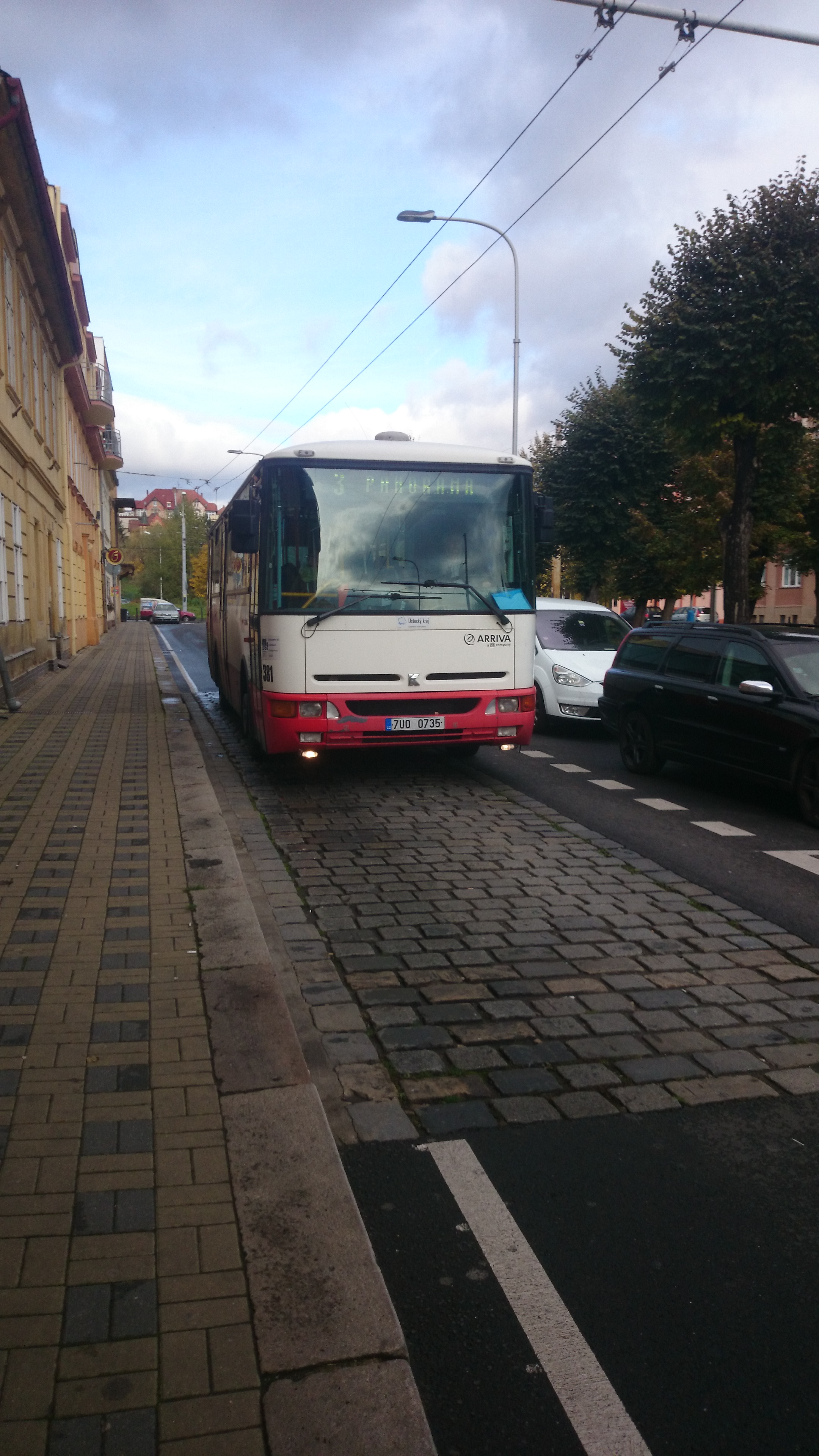
Dnes již sporadicky vyjíždějící Karosa B 952 v ulici U Nových lázní v Teplicích, na lince č. 3 směrem na Panoramu

Teplice jsou okresní město v severních Čechách, v Ústeckém kraji, které má vlastní systém městské dopravy. Její součástí je i síť autobusových linek, kterou provozuje městská příspěvková organizace Městská doprava Teplice. 
Po krizi autobusové dopravy v létě 2006 se od 1. listopadu 2006 teplická síť MHD rozšířila do dalších měst a obcí v regionu. Dopravní podnik Ústeckého kraje si z linek s teplickým městským číslováním v roce 2008 podržel licence pro linky 585001 (Teplice – Krupka – Vrchoslav – Přítkov) a 585002 (Teplice – Krupka – Bohosudov – Přestanov), na nichž pro rok 2008 má uvedeno jen po jednom formálním spoji ročně.
S koncem starým smluv 31. prosince 2014 se od 1. ledna 2015 dočkala teplická MHD rozdělení na městskou a příměstskou dopravu. Funguje zde 22 pravidelných linek – vnitroměstské (122, 123 a noční linka 131), meziměstské, které jsou součástí Dopravy Ústeckého kraje (480–495 a noční linky 801, 802), a zvláštní linka 112, svážející zákazníky do OC Olympia v Srbicích (zdarma, provoz hradí Olympia)

## Historický vývoj

### Začátky
Zřízení první autobusových linek na Teplicku projednávalo městské zastupitelstvo v červnu 1907, schvalování koncese však protáhlo na několik let. V roce 1912 obdržela Teplická elektrářská a malodrážní společnost koncesi k provozování dvou linek z Teplic, a to přes Cínovec do Drážďan a na Komáří hůrku. Provoz byl pravděpodobně přerušen kolem roku 1914 kvůli první světové válce. Autobusová doprava byla obnovena až za první republiky.
První autobusové linky se na Teplicku objevily již okolo roku 1925, vedly však daleko od samotného města. Jejich provozovateli byli soukromí dopravci, ale některé patřily také TEKG (Teplická elektrikářská a malodrážní společnost), tehdejšímu městskému dopravci, který provozoval hlavně tramvajovou dopravu. Nakonec se celá situace vyvinula tak, že TEKG roku 1932 převzala autobusové linky soukromníků. O další rok později bylo zavedeno jejich číslování, celkem tak linek existovalo deset. Obslouženo tak bylo město i jeho okolí, a to až do konce druhé světové války, kdy po nástupu komunistů k moci celý provoz převzal podle tehdejšího zákona podnik ČSAD.

### Rozvoj autobusové dopravy
Teplický dopravní podnik s provozováním vlastních autobusových linek začal znovu roku 1951. Tyto nové linky doplňovaly tramvajovou síť; brzy však ji svým významem převýšily, stejně jako později i tu trolejbusovou. Zatímco roku 1963 jezdilo pouze pět linek, o sedm let později jich již bylo jedenáct a roku 1986 dokonce šestnáct. Vytížené autobusy obsazené směry nahrazovaly postupně trolejbusové spoje, autobusům však zůstal dodnes důležitý úsek do Dubí a řidčeji využívané trasy.
V roce 1992 bylo z Teplic vypravováno 10 dálkových linek a 27 linek místní dopravy, celkem denně 54 autobusů. Ročně bylo přepravováno přes 2 miliony osob. Autobusových linek městské dopravy bylo 18, trolejbusových 7. V roce 1991 síť MHD přepravovala ročně 26 115 osob, z toho 60% připadalo na autobusy.
V současné době je v provozu okolo dvou desítek autobusových linek (z toho dvě denní městské, 16 meziměstských, jedna bezplaná, jedná městská noční a dvě meziměstské noční)
Roku 1998 zakoupil DP první nízkopodlažní autobus typu Irisbus Citybus 12M (známý například z Prahy či Brna). V dalším pořízení těchto vozidel se však nepokračovalo, objevily se ale 15 m dlouhé německé vozy typu Mercedes-Benz Citaro, provozované například v blízkém Děčíně.
V roce 2006 byly zakoupeny další dva nízkopodlažní patnáctimetrové autobusy Solaris Urbino. V říjnu a prosinci 2007 byly dodány dva vozy stejného typu splňující emisní normu EURO IV. Na jaře roku 2007, na základě získání licence na provozování příměstské dopravy na Teplicku, bylo zakoupeno a pronajato 10 autobusů SOR C 12 a 6 autobusů Irisbus Crossway. V podzim roku 2007 bylo Dopravnímu podniku zapůjčeno 16 „low entry“ autobusů Scania OmniLink ze švédského Stockholmu, které nahradily staré TAMy a Karosy řady 700.
V letech 2004 až 2005 existovaly tendence zrušit trolejbusový provoz a nahradit jej právě autobusy, tento plán však nebyl realizován.
Na některé trolejbusové linky jsou vypravovány v případě nutnosti posílení i klasické autobusy.
Od 2. září 2018 bylo na linkách do Hudcova nebo jedoucích přes Valy nasazeno prvních 5 parciálních trolejbusů, od května 2020 je v provozu posílila další pětice. Po další dodávce těchto vozidel má autobusová doprava zůstat pouze na meziměstských linkách.
Do konce roku 2023 provozoval městskou autobusovou dopravu dopravce Arriva City, vzniklý privatizací a postupnými transformacemi a fúzemi Dopravního podniku Teplice. Od 1. ledna 2024 převzalo provoz autobusů i trolejbusů město Teplice skrze svou příspěvkovou organizaci Městská doprava Teplice.

### Expanze sítě MHD do regionální dopravy
Po krizi autobusové dopravy v létě 2006 se od 1. listopadu 2006 teplická síť MHD rozšířila do dalších měst a obcí v regionu. V současné době zasahuje i do měst Dubí, Krupka, Košťany a Hrob, Osek, Duchcov a do obcí Mikulov, Moldava, Modlany, Srbice, Bystřany, Rtyně nad Bílinou, Žalany, Bořislav, Žim, Háj u Duchcova, Novosedlice, Proboštov, Kladruby, Lahošť, Jeníkov, Zabrušany, Bžany, Kostomlaty pod Milešovkou z okresu Teplice a obcí Přestanov a Chlumec z okresu Ústí nad Labem i do samotného města Ústí nad Labem. Síť MHD Teplice se tak prolíná se sítí litvínovské a ústecké MHD, původní linka MHD ve městě Krupka byla teplickou linkou vytlačena.
V roce 2004 podal Dopravní podnik Ústeckého kraje a. s. Evropské komisi stížnost, kterou později ještě doplňoval. 

Evropská komise na základě stížnosti Dopravního podniku Ústeckého kraje a. s. prošetřuje Českou republiku pro zakázanou finanční podporu Dopravního podniku Teplice s. r. o. a některých dalších městských dopravních podniků ze strany měst a Ústeckého kraje. Komise má podezření, že pro meziměstskou dopravu byly zneužity dotace, které jsou účelově vázány na provozování městské dopravy. Evropská komise požádala v této otázce a v otázce formy výběrových řízení na regionální dopravce Českou republiku 26. června 2008 tzv. ospravedlnitelným názorem (odůvodněným stanoviskem) o vysvětlení ve lhůtě dvou měsíců, pak se může obrátit na Evropský soudní dvůr.

## Vozový park
Po zapojení Arrivy Teplice (dnes Arriva City) do krajského integrovaného dopravního systému Doprava Ústeckého kraje k 1. lednu 2015 bylo pro meziměstskou dopravu zakoupeno 33 nových autobusů:
- 15 autobusů SOR CN 12,5, žlutozelený nátěr
- 18 třínápravových autobusů Solaris Urbino 15 LE

Pro vnitroměstskou dopravu se používají tyto autobusy:
- SOR BN 9,5
- SOR BN 10,5
- SOR BN 12

Na náhradní dopravu se využívají vozy Solaris Urbino 15, SOR C 12, SOR CN 12,5 a Irisbus Crossway 12M.

### Barvy
Meziměstské autobusy mají zelenou barvu, u městských se však barvy různí.

### Orientace
V autobusech jsou používány digitální transparenty, tedy proměnné ukazatele směru umístěné na předním, bočním a zadním čele vozidla a také uvnitř něj. V meziměstských autobusech se uvnitř používají moderní LCD obrazovky. Používá se též akustické hlášení a to od počátku roku 2015, před tím se o jeho zavedení jen diskutovalo.